# Flughafen Tekirdağ-Çorlu-Atatürk

i8
i11
i13
Der Flughafen Tekirdağ-Çorlu-Atatürk (türkisch Tekirdağ Çorlu Atatürk Havalimanı, IATA-Code: TEQ, ICAO-Code: LTBU) ist ein türkischer Flughafen nahe der Stadt Çorlu in der Provinz Tekirdağ. Er wird durch die staatliche DHMİ betrieben.

## Geschichte
Der Flughafen wurde 1998 dem Betrieb übergeben und wird zivil und militärisch genutzt. Er verfügt über einen Terminal mit einer Kapazität von 600.000 Passagieren im Jahr und eine befestigte Start- und Landebahn, welche mit einem Instrumentenfluglandesystem (ILS) ausgestattet ist. Das Vorfeld des Zivilverkehrs hat eine Größe von 564 × 150 m und kann elf Verkehrsflugzeuge aufnehmen.
Die ihm zugeordnete Stadt Çorlu liegt etwa zehn bis 15 Kilometer entfernt. Sie ist mit dem Taxi, Privatwagen oder Flughafenbus über die Fernstraße D 100 zu erreichen. Vor dem Terminal gibt es einen Parkplatz für 300 Autos.
Im Jahr 2019 hat der kleine Flughafen von Präsident Recep Tayyip Erdoğan den Zusatz „Atatürk“ erhalten, nachdem der Flughafen Istanbul-Atatürk für den Luftverkehr geschlossen wurde.